# Comuna Ciolănești, Teleorman
Ciolănești este o comună în județul Teleorman, Muntenia, România, formată din satele Baldovinești, Ciolăneștii din Deal (reședința) și Ciolăneștii din Vale.

## Demografie
Componența etnică a comunei Ciolănești
     Români (96,42%)
     Alte etnii (0%)
     Necunoscută (3,58%)
Componența confesională a comunei Ciolănești
     Ortodocși (95,4%)
     Alte religii (0,73%)
     Necunoscută (3,87%)
Conform recensământului efectuat în 2021, populația comunei Ciolănești se ridică la 2.456 de locuitori, în scădere față de recensământul anterior din 2011, când fuseseră înregistrați 3.143 de locuitori. Majoritatea locuitorilor sunt români (96,42%), iar pentru 3,58% nu se cunoaște apartenența etnică. Din punct de vedere confesional, majoritatea locuitorilor sunt ortodocși (95,4%), iar pentru 3,87% nu se cunoaște apartenența confesională.

## Istorie
La sfârșitul secolului al XIX-lea, pe teritoriul actual al comunei funcționau comunele Ciolăneștii din Deal și Ciolăneștii din Vale, ambele făcând parte din plasa Teleormanul al județului Teleorman. Comuna Ciolăneștii din Deal avea o populație de 2365 de locuitori. În comună funcționa o școală cu 16 elevi și două biserici. Comuna Ciolăneștii din Vale avea o populație de 956 de locuitori. În comună funcționa o școală cu 12 elevi, o biserică și o moară cu aburi.
Anuarul Socec din 1925 consemnează comuna Ciolăneștii din Deal, în plasa Tecuci-Kalinderu a aceluiași județ, cu o populație de 4050 de locuitori, în satele Ciolăneștii din Deal și Baldovinești., iar comuna Ciolăneștii din Vale este consemnată în plasa Slăvești din același județ și cu o populație de 1314 locuitori.
În anul 1950, comunele au trecut în administrația raionului Zimnicea al regiunii Teleorman, raion care, doi ani mai târziu, a fost inclus în regiunea București.
În anul 1968, comunele au fost transferate la județul Teleorman, și au fost contopite, formând comuna Ciolănești, cu reședința în satul Ciolăneștii din Deal.

## Politică și administrație
Comuna Ciolănești este administrată de un primar și un consiliu local compus din 11 consilieri. Primarul, Viorel-Ionel Icleanu[*], de la Partidul Social Democrat, este în funcție din 1 noiembrie 2024. Începând cu alegerile locale din 2024, consiliul local are următoarea componență pe partide politice:
|  | Partid                          | Consilieri | Componența Consiliului | Componența Consiliului | Componența Consiliului | Componența Consiliului | Componența Consiliului | Componența Consiliului |
|  | ------------------------------- | ---------- | ---------------------- | ---------------------- | ---------------------- | ---------------------- | ---------------------- | ---------------------- |
|  | Partidul Social Democrat        | 6          |                        |                        |                        |                        |                        |                        |
|  | Partidul Național Liberal       | 3          |                        |                        |                        |                        |                        |                        |
|  | Alianța pentru Unirea Românilor | 2          |                        |                        |                        |                        |                        |                        |

## Monumente istorice
Singurul monument istoric al comunei Ciolănești sunt ruinele bisericii fostei mănăstiri Baldovinești, din satul Baldovinești, localizat la marginea localității și care datează din secolul al XVII-lea.

## Personalități născute aici
- Iulia Iordan (n. 1981), scriitoare.